# جوش تايلور
جوش تايلور (بالإنجليزية: Josh Taylor) (مواليد 2 يناير 1991) هو ملاكم من المملكة المتحدة، مثّل بلاده في الألعاب الأولمبية الصيفية 2012.

## روابط خارجية
جوش تايلور على موقع بوكس ريك (الإنجليزية) (registration required)
- جوش تايلور على موقع أوليمبيديا (الإنجليزية)
- جوش تايلور على موقع اللجنة الأولمبية البريطانية (الإنجليزية)